# Coelioxys cavigena
Coelioxys cavigena är en biart som beskrevs av Pasteels 1968. Coelioxys cavigena ingår i släktet kägelbin, och familjen buksamlarbin. Inga underarter finns listade i Catalogue of Life.